# Příbor (stacja kolejowa)
Příbor – stacja kolejowa w Příborze, w kraju morawsko-śląskim, w Czechach. Znajduje się na wysokości 295 m n.p.m.
Jest zarządzana przez Správę železnic. Na stacji znajdują się kasy biletowe, na których istnieje możliwość zakupu biletów na wszystkie pociągi w tym międzynarodowe oraz rezerwacji miejsc.

## Linie kolejowe
- 325 Studénka - Veřovice